# Николъс Пиледжи
Николас Пиледжи (на английски: Nicholas Pileggi) е американски сценарист, филмов продуцент и писател на произведения в жанра криминален роман и документалистика.

## Биография и творчество
Николас Пиледжи е роден на 22 февруари 1933 г. в Ню Йорк, САЩ. Баща му е италиански емигрант. Има по-малък брат.
През 50-те години работи като журналист за „Асошиейтед Прес“ и списание „Ню Йорк“. Специализира се в криминалната хроника и дейността на мафията в продължение на три десетилетия. Познанията му в престъпните среди му служат за основа на неговите сценарии и документални книги. Първата му книга „Blye, Private Eye“ е издадена през 1976 г.
Става известен през 1985 г. с книгата си „Умникът или Животът на едно мафиотско семейство“. Тя се основава на автобиографията на Хенри Хил, гангстер от предградията на Ню Йорк, който работи за местния дон Пол Варио. Хил и приятелят му Джими Бърк са организаторите на голямата кражба от пренасящия валута самолет на Луфтханза през 70-те, от която мафиотите вземат над 100 милиона долара. По-късно Хенри е заловен от полицията и става един от първите информатори за дейността на Коза Ностра в Америка, като чрез него са разбити цели структури на мафията, начело с няколко водачи на фамилиите Лучезе и Гамбино. През 1990 г. книгата е екранизирана от Мартин Скорсезе в много успешния филм „Добри момчета“ с участието на Робърт Де Ниро, Рей Лиота и Джо Пеши.
Книгата му „Казино: Любов и чест в Лас Вегас“ от 1995 г. е екранизирана във филма „Казино“ с участието на Робърт Де Ниро, Шарън Стоун и Джо Пеши.
Пише и сценария на филма „Кметството“, който е с участието на Ал Пачино, Джон Кюсак и Бриджит Фонда.
Работил е и като изпълнителен продуцент на филма „Американски гангстер“ от 2007 г., криминален биографичен филм, базиран на престъпната кариера на Франк Лукас.
През 1987 г. се жени за журналистката и сценарист Нора Ефрон, починала през 2012 г.
Николас Пиледжи живее в Ню Йорк.

## Произведения

### Самостоятелни романи
- Blye, Private Eye (1976)
- Wiseguy: Life in a Mafia Family (1985)
Умникът или Животът на едно мафиотско семейство, изд.: ИК „Галактика“, Варна (1991), прев. Георги Ангелов
- Casino: Love and Honor in Las Vegas (1995)

### Екранизации
- 1990 Добри момчета, Goodfellas – по книгата „Умникът“
- 1994 Лоялност и предателство: Историята на американската мафия– документален
- 1995 Казино, Casino
- 1996 Кметството, City Hall
- 1997-1998 Майкъл Хейс – ТВ сериал, 20 епизода, с Дейвид Карузо
- 2007 Кралете на Саут бийч, Kings of South Beach – ТВ филм, с Дони Уолбърг, Джейсън Гедрик и Стивън Бауър
- 2012 – 2013 Вегас – ТВ сериал, 21 епизода, с Денис Куейд и Майкъл Чиклис